# Constitution équatorienne de 2008
Constitution équatorienne de 1988
La Constitution équatorienne de 2008, aussi appelée Constitution de Montecristi (du nom de la ville ou s'est réunie l'Assemblée constituante, Montecristi), est la loi fondamentale régissant l'organisation des pouvoirs et les grands principes respectés par la république de l'Équateur. Elle est rédigée par l'Assemblée constituante à partir de 2007, approuvée par celle-ci en juillet 2008 et adoptée définitivement par référendum le 28 septembre 2008.

## Constitution précédente et situation politique
La Constitution précédente de la république de l'Équateur a été adoptée en 1998, à la suite d'une crise politique ayant abouti à la destitution du président Abdalá Bucaram. Elle est décrite par l'Observatoire politique de l'Amérique latine et des Caraïbes (OPALC), rattaché à SciencesPo Paris, comme fondée sur des « principes néolibéraux ».
À partir de la fin des années 2000, elle est vue comme en « déficit constitutionnel » en raison du rapport de force constant qu'elle instaure entre pouvoir exécutif et pouvoir législatif. Aucune disposition ne permet au Parlement de renverser le président et, inversement, aucun mécanisme de dissolution parlementaire n'existe.
Ainsi, entre 1998 et l'élection de Rafael Correa, l'Équateur compte sept présidents quittant leurs fonctions avant la fin de leur mandat. Entre 2002 et 2005, sous le gouvernement de Lucio Gutiérrez, la crise politique s'amplifie, avec la dissolution par le président de la Cour suprême (es) et l'instauration de l'état d'urgence. La situation débouche sur des affrontements, après la destitution forcée par le Parlement de Gutiérrez et sa fuite ; les troubles font deux morts. Après sa destitution, il est remplacé par le vice-président Alfredo Palacio, qui devient le sixième chef d'État qu'ait connu le pays en seulement huit ans.

## Rédaction et adoption
Lors de la campagne électorale précédant les élections générales équatoriennes de 2006, le candidat à la présidence Rafael Correa fait de la rédaction d'une nouvelle Constitution un élément majeur de son projet. Il projette alors de réformer les institutions du pays, déstabilisées par plusieurs années de crise politique.
Il organise en 2007 une « consultation populaire » qui mène à la création d'une Assemblée constituante chargée de rédiger un nouveau texte constitutionnel. L'Assemblée est composée en majorité de membres du parti de gauche de Rafael Correa et de ses alliés politiques. Des membres de la Confédération des nationalités indigènes de l'Équateur sont présents pour orienter les débats vers une rupture « avec le système capitaliste centré sur l’exploitation des êtres humains et de la nature » et l'association américaine Community Environmental Legal Defense Fund (CELDF) sert aussi de conseil. Une fois élue, elle se réunit dans la ville de Montecristi, répartissant entre dix groupes de travail les principales thématiques à aborder. Après huit mois de débat, l'Assemblée adopte finalement un texte définitif le 25 juillet 2008. Il doit ensuite être soumis au vote de l'ensemble de la population équatorienne.
Un référendum constitutionnel est organisé le 28 septembre 2008. Il est précédé d'une campagne durant laquelle les opposants de Correa, principalement Jaime Nebot et l'Église, appellent à voter contre le texte, respectivement opposés à la « réorganisation administrative du pouvoir local et les principes socialistes du texte » et au « libéralisme de certains articles concernant notamment le droit à la vie et la liberté sexuelle ». Il est finalement adopté, la proposition de Constitution recevant, pour 80 % des bulletins dépouillés, 63,9 % de votes favorables, 28,1 % de votes défavorables, 7 % de votes nuls et 0,7 % de votes blancs.
Rafael Correa se félicite de cette victoire, qu'il qualifie de « triomphe écrasant », et affirme que le texte proposé permettra de mettre en œuvre « le socialisme du XXIe siècle ».
Le texte adopté est la vingtième Constitution rédigée depuis la formation de la république de l'Équateur en 1830.

## Contenu du texte

### Généralités
La nouvelle Constitution équatorienne comporte 444 articles.
Le texte renforce les pouvoirs du président, qui peut désormais se représenter pour un second mandat de quatre ans. Il est également doté du pouvoir de dissolution parlementaire, à la condition d'organiser rapidement de nouvelles élections générales, incluant une élection présidentielle.

### En matière économique
Sur le plan économique, la Constitution fixe les principes de la politique de l'État : l'économie équatorienne doit être une économie sociale et solidaire et non se fonder sur l'économie de marché. La politique se doit d'être sous « contrôle social ». Ces principes économiques seront mis en pratique par une loi organique promouvant l'économie sociale et solidaire en 2012.

### Droits spécifiques pour les populations autochtones
La nouvelle constitutionreconnaît la plurinationalité et l'interculturalité de l'État équatorien. Elle renforce de fait la reconnaissance des populations autochtones amérindiennes présentes en Équateur. Ainsi, le premier article de cette constitution définit l’Équateur comme un État plurinational, s'inspirant ainsi de la constitution bolivienne de 2006.
Les langues kichwa et shuar obtiennent à cette occasion le statut de langues officielles, tandis que les autres langues amérindiennes obtiennent le statut de « langues d’usage officiel » dans les différentes régions dans lesquelles elles sont parlées.
La nouvelle constitution approfondit les droits collectifs des vingt-et-un peuples officiellement recensés dans le texte, en préconisant la consultation de ces populations pour tout projet d'exploitation des ressources naturelles, ainsi que la protection des savoirs collectifs ancestraux relatifs aux différents écosystèmes naturels du pays et l'interdiction de toute activité visant à l'extraction de ressources dans les territoires dans lesquelles des communautés indigènes vivent en isolement volontaire.

### Buen viviret droit de l'environnement
La Constitution de 2008 inscrit dans le droit le concept de buen vivir (en français : « bien vivre »), aussi appelé en quechua sumak kawsay, un terme d'origine indigène qui désigne l'harmonie avec la nature. Le terme est présent dès le préambule de cette Constitution.
Le texte reconnaît ainsi officiellement des droits à la nature, fixant comme objectif national la préservation d'un environnement sain et durable, garantissant à chaque habitant un accès équitable aux ressources. L'article 12 consacre ainsi un droit à l'accès  l'eau, la définissant comme « un patrimoine national stratégique d’utilité publique inaliénable, imprescriptible, insaisissable et essentiel pour la vie ».

## Analyse
Selon Le Monde, l'adoption de cette Constitution « renforce l'orientation socialiste du régime ». Il donne ainsi plus de pouvoir à l'exécutif en matière de contrôle économique, en en retirant une partie des mains de l'armée et du Congrès. La protection sociale est également consacrée par le texte, avec la garantie des services de santé et de l'éducation. Le pays se rapproche ainsi politiquement de la Bolivie d'Evo Morales et du Venezuela d'Hugo Chávez. L'OPALC confirme cette orientation socialiste mais nuance en expliquant que « le texte doit aussi beaucoup à la révolution libérale équatorienne menée par Eloy Alfaro en 1906 ». Économiquement, le texte va plus loin que le rôle d'une simple Constitution, définissant une « politique économique et de développement pour le pays idéologiquement inscrite » à la manière d'un programme politique. Il renforce les pouvoirs de contrôle et de régulation économique de l'État.
L'adoption du principe de buen vivir dans la Constitution donne naissance, selon Otilia Del Carmen Puiggròs, au concept du « néo-constitutionnalisme équatorien ». Le texte s'inscrirait ainsi dans la série de Constitutions sud-américaines adoptées à partir des années 1990 et mettant en avant de nouveaux droits fondamentaux pour les peuples autochtones et pour les milieux naturels.